# Pablo Held

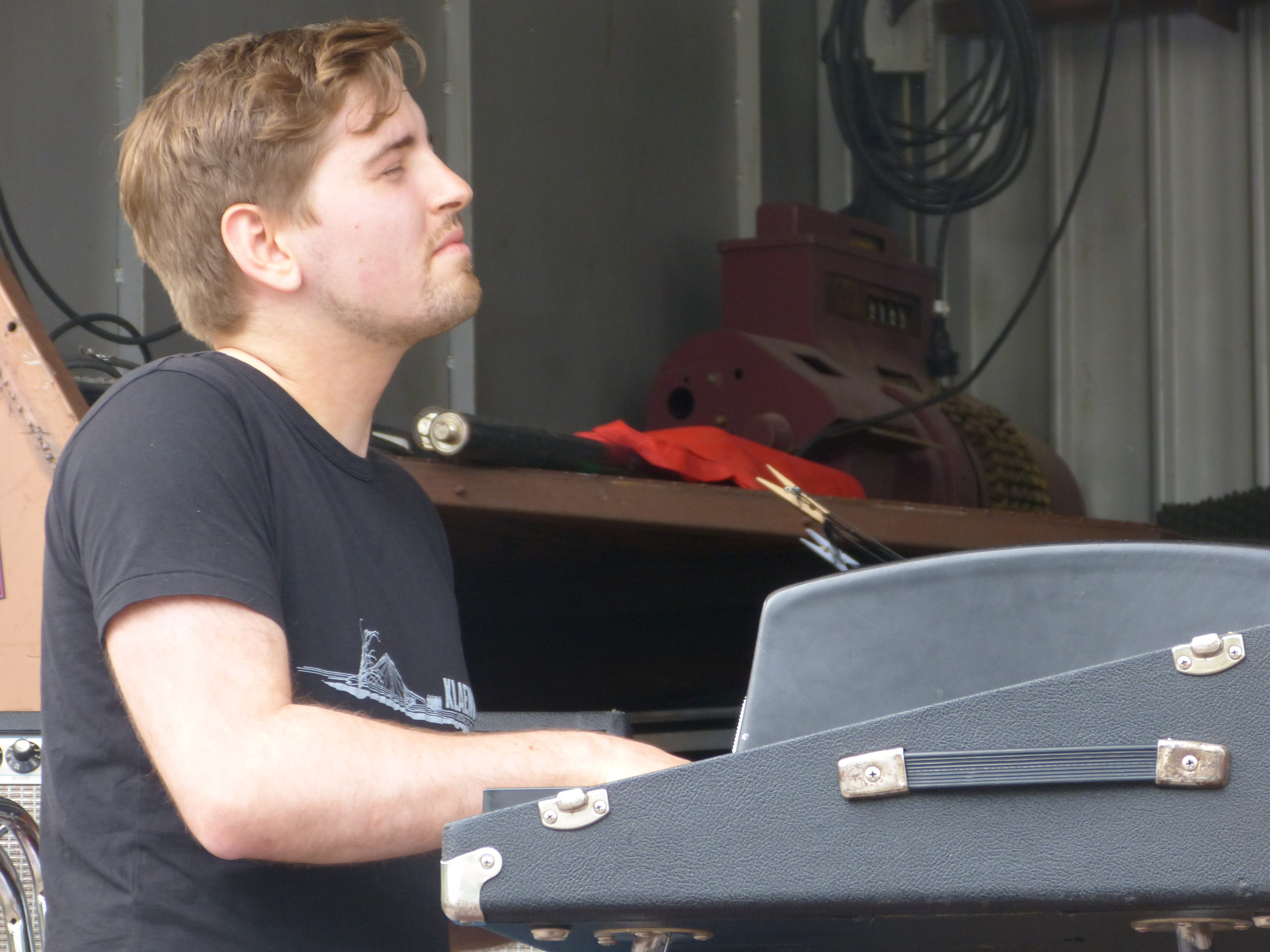
Pablo Held (2013)

Pablo Held (* 27. Dezember 1986 in Herdecke) ist ein deutscher Jazzpianist  und -komponist, der auch international erfolgreich ist. Er gilt als „Aushängeschild einer jungen Generation von Jazzmusikern aus Deutschland, die sich mit ihrem souveränen Zugriff auf die unterschiedlichsten Spielarten zeitgenössischer Musik zwischen Pop, Jazz und Klassik, zwischen Komposition und Improvisation eine enorme Freiheit erspielt haben.“

## Leben und Wirken
Held wuchs in einem musikalischen Umfeld auf: Sein Vater, Pianist und Komponist, unterrichtet an der Musikschule in Hagen; seine Mutter, die als Klavierstimmerin arbeitet, spielt neben Klavier auch Gitarre und komponiert ebenfalls. Als Vierjähriger bekam Pablo Held ersten Schlagzeugunterricht, mit zehn Jahren wechselte er zum Klavier und begann mit 18 Jahren sein Jazzklavierstudium in Köln bei John Taylor und Hubert Nuss an der Hochschule für Musik und Tanz Köln, welches er mit Auszeichnung abschloss.
Held machte vor allem mit der Musik seines Trios, zu dem seit 2005 beständig Robert Landfermann und Jonas Burgwinkel gehören, und seines großen Ensembles Glow auf sich aufmerksam. Seit 2023 tritt er auch mit seinem Quartett Buoyancy in Erscheinung. Er gehörte zu den Gruppen von Niels Klein, Sebastian Gille, Nicolas Simion, Denis Gäbel, Tobias Christl und Norbert Scholly, ist aber auch als Sideman in weiteren Projekten der europäischen Jazzszene aktiv.
Konzertreisen führten Held in die USA, nach England, Irland, Kolumbien, Bolivien, Brasilien, Ecuador, Griechenland, Türkei, Frankreich, Italien, Spanien, Portugal, Russland, Polen, Tschechische Republik, Slowakei, Serbien, Bulgarien, Kasachstan, Kirgisien, Lettland, Estland, Norwegen, Schweden, Finnland, Dänemark, Holland, Schweiz, Österreich, Luxemburg.
Er arbeitete mit John Scofield, Chris Potter, Dave Liebman, Till Brönner, Johannes Enders, WDR Big Band, NDR Bigband, Manfred Schoof, Nils Wogram, Wolfgang Muthspiel, Jason Seizer, Simon Millerd, Ella Zirina und anderen zusammen.
Pablo Held ist auf über 20 Tonträgern zu hören. Seine eigenen CDs, zunächst veröffentlicht auf Pirouet Records, wurden von der weltweiten Fachpresse hochgelobt; die Alben Music und Glow wurden mehrfach zur „CD des Monats“ in verschiedenen Magazinen und Blogs gewählt.
Seit 2011 ist Pablo Held als Dozent am Institut für Musik der Hochschule Osnabrück tätig und gibt weltweit Workshops. Im Loft (Köln) kuratiert er die Konzertreihe Pablo Held Meets. Diese fand zum ersten Mal 2017 statt. In seiner Interviewreihe Pablo Held Investigates spricht er seit 2018 mit musikalischen Idolen und Weggefährtinnen.

## Preise und Auszeichnungen
Held ist Empfänger des Westfalen-Jazzpreises (2009), des WDR-Jazzpreises (2011) in der Kategorie „Improvisation“ und des Horst & Gretl Will Stipendiums der Stadt Köln (2012).
Das Pablo Held Trio erhielt im Jahr 2013 den Förderpreis des Landes Nordrhein-Westfalen. Im Jahr 2014 bekam das Trio den SWR-Jazzpreis.

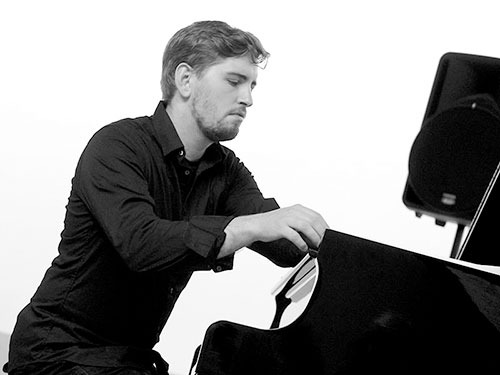
Pablo Held beim Aarhus Jazz Festival 2014

## Diskografische Hinweise
- Pablo Held Trio Forest of Oblivion, 2008, mit Robert Landfermann, Jonas Burgwinkel
- Pablo Held Trio Music, 2010; ausgezeichnet als „CD des Monats“ u. a. von Rondo, Stereo, Jazzstation.com
- Glow, 2011 (Besetzung des Pablo Held Trios und Menzel Mutzke, Sebastian Gille, Niels Klein, Kathrin Pechlof, Hubert Nuss, Henning Sieverts, Dietmar Fuhr)
- Pablo Held Trio Trio live, 2012 (Held, Landfermann, Burgwinkel)
- Elders, 2013 (Besetzung des Pablo Held Trios und Jason Seizer, Domenic Landolf, Ronny Graupe)[6]
- Pablo Held Trio The Trio meets John Scofield, 2014
- Pablo Held Trio Recondita Armonia, 2015
- Pablo Held Trio Lineage, 2016
- Pablo Held Trio Investigations, 2018[7]
- Ascent, 2019, mit Nelson Veras, Robert Landfermann, Jonas Burgwinkel, sowie Veronika Morscher, Jeremy Viner[8]
- Embracing You, 2021
- Buoyancy, 2023 (mit Kit Downes, Percy Pursglove, Leif Berger sowie Norma Winstone)[9]
- Trio Plays Standards (2024)